# Епичен филм
„Епичен филм“ (на английски: Epic Movie) (2007), е американски филм, режисиран от Джейсън Фрийдбърг и Арън Зелцер, пародия на многото високобюджетни филми излезли по кината в последните няколко години. В майсторски направения филм влизат едни най-касовите продукции като: Хрониките на Нарния: Лъвът, Вещицата и дрешникът, Карибски пирати: Сандъкът на мъртвеца, Борат, Хари Потър, Супермен се завръща, Х-Мен, Чарли и шоколадовата фабрика и други.

## Сюжет
Внимание:  Текстът по-долу разкрива сюжета на произведението (или части от него)!
В центъра на последвалите събития се намират четирима сираци, отгледани в различни части на света, на име Питър, Сюзън, Едмънт и Луси. За разлика от познатите ни герои от страната Нарния тези са със значително по-голямо количество години зад гърба си. Та четиримата ни герои се срещат след като намират златен билет, с който са удостоени да посетят фабриката на Уили Уонка целящ да ги затвори там и да не ги пусне повече да видят бял свят. Чрез съобразителността си сираците влизат в забравен гардероб и попадат в приказната страна Гнарния. Скоро разбират (от бобър притежаващ мобилен телефон), че страната е завладяна от Бялата лисица/вълчица - зла вещица сковала всичко във вечни снегове. Разбирайки, че единствената надежда за спасението са те самите, сираците тръгват на пътешествие срещаики странни пирати, обучавайки се при вече застарелия Хари Потър и приятелите му и се присъединяват към рогат лъв. Така заедно с героите от Х-Мен и Борат побеждават кралицата и стават законните владетели на страната.